# カーテンコール (2005年の映画)
『カーテンコール』は2005年（平成17年）に公開された日本映画。昭和30年代から40年代にかけての映画館に存在した幕間芸人（まくあいげいにん、映画と映画の間の場つなぎとしてスクリーンの前で歌や芸を披露する芸人）の人生を描いた。
監督の出身地でもある山口県下関市が舞台だが、ロケは福岡県北九州市八幡東区の映画館「有楽映画劇場」で行われた。
第15回日本映画批評家大賞作品賞
、第2回日本映画エンジェル大賞受賞。

## キャスト
- 橋本香織（雑誌編集者） - 伊藤歩
- 安川修平（映画館「みなと劇場」の幕間芸人） - （昭和30年代）藤井隆／（現在）井上堯之
- 安美里（修平の娘） - 鶴田真由
- 平川良江（修平の妻） - 奥貫薫
- 宋義徳（美里の夫） - 津田寛治
- 金田信哲（香織の同級生） - 橋龍吾
- 宮部絹代（「みなと劇場」売店の女性） - 藤村志保
- 橋本達也（香織の父） - 夏八木勲
- 少年 - 小清水一揮

## スタッフ
- 原案：秋田光彦
- 音楽：藤原いくろう
- 撮影：坂江正明
- 美術：若松孝市
- 照明：守利賢一
- 録音：瀬川徹夫
- 編集：青山昌文
- スクリプター：山下千鶴
- 助監督：山本亮
- プロデューサー：臼井正明
- 監督：佐々部清
- 製作：「カーテンコール」製作委員会（シネムーブ、コムストック、日本テレビ放送網、衛星劇場、ジャパンホームビデオ、マックス・エー、バップ、カルチュア・パブリッシャーズ、山口放送、コード）